# 포펙과 골드버그의 가상화 요구
포펙과 골드버그의 가상화 요구(Popek and Goldberg virtualization requirements)는 컴퓨터 아키텍처가 시스템 가상화를 효율적으로 지원하는 데 충분한 조건 집합이다. 이는 제럴드 J. 포펙(Gerald J. Popek)과 로버트 P. 골드버그(Robert P. Goldberg)가 1974년에 쓴 "가상화 가능한 3세대 아키텍처에 대한 형식적 요구사항"이라는 기사에서 소개되었다. 이 요구 사항은 단순화된 가정을 바탕으로 도출되었지만 여전히 컴퓨터 아키텍처가 효율적인 가상화를 지원하는지 여부를 결정하고 가상화된 컴퓨터 아키텍처 설계에 대한 지침을 제공하는 편리한 방법을 나타낸다.